# Hafize Gaye Erkan
Hafize Gaye Erkan (Istanbul, aprile 1979) è un'economista e banchiera turca, ex governatrice della Banca centrale della Repubblica di Turchia dal giugno 2023 al febbraio 2024, prima donna a ricoprire l'incarico.
In precedenza è stata co-CEO della First Republic Bank nonché analista bancaria senior presso Goldman Sachs.

## Biografia
Nata nel 1979 a Istanbul, in Turchia, Erkan è figlia di un padre ingegnere e di una madre insegnante di matematica e fisica. Dopo essersi diplomata presso il liceo tedesco di Istanbul (in turco: İstanbul Erkek Lisesi), ha ottenuto l'ammissione al Dipartimento di ingegneria industriale dell'Università Boğaziçi (BÜ) nel 1997 e si è laureata nel 2001. Ha quindi conseguito un dottorato di ricerca in finanza e matematica presso la Princeton University, si è laureata all'Advanced Management Program della Harvard Business School e al Programma Executive in Leadership della Stanford Graduate School of Business.

## Carriera
Erkan ha iniziato a lavorare come assistente ricercatrice e assistente insegnante mentre scriveva la sua tesi alla Princeton University negli Stati Uniti. Nel 2005, è entrata a far parte di Goldman Sachs come associata e nel 2011 è stata nominata amministratore delegato e responsabile di Financial Institutions Group Analytics and Strategies.
È entrata a far parte della First Republic Bank nel 2014 come chief investment officer (CIO) e co-chief risk officer, è stata anche nominata chief deposit officer nel gennaio 2016 prima di diventare presidente della banca nel maggio 2017. A 39 anni Erkan è nominata a subentrare a August-deWilde come presidente del board il 13 febbraio 2019. Nel luglio 2021, è diventata co-CEO di First Republic, insieme a Jim Herbert, il fondatore della banca. Herbert si è dimesso nel dicembre 2021 adducendo motivi di salute, un mese più tardi si è dimessa anche Erkan.
Nel marzo 2022 è entrata nel consiglio di amministrazione della società Fortune 500 Marsh McLennan dopo aver fatto parte del consiglio di amministrazione di Tiffany & Co dal 2019 fino all'acquisizione della società da parte di LVMH nel 2021.
L'11 febbraio 2022, il consiglio di amministrazione di Marsh McLennan ha nominato Erkan amministratore con effetto dal 1º marzo 2022. È stata nuovamente rieletta per il ruolo il 23 maggio 2023. Il 27 giugno 2022 Greystone & Co Inc (una società finanziaria statunitense) la nomina CEO) ma le sue responsabilità esecutive terminano nel dicembre 2022.

## Banca centrale della Turchia
Dopo la rielezione di Recep Tayyip Erdoğan nel maggio 2023 e la nomina di Mehmet Şimşek a nuovo ministro delle Finanze, l'8 giugno 2023 Erkan è diventata governatrice della Banca centrale di Ankara, prima donna nella storia turca a riuscirci. La sua prima decisione è consistita in un aumento dei tassi di 6,5 punti, dall'8,5% fino al 16%, in un contesto macroeconomico difficile (la lira turca aveva perso l'80% del valore in due anni e l'inflazione si aggirava al 40%).
Il 3 febbraio 2024 si è dimessa dall'incarico in seguito a un reportage del quotidiano Sözcü, che ha svelato presunti favori concessi dalla governatrice a membri della sua famiglia. Erkan ha definito la notizia "una clamorosa campagna omicida della mia reputazione", ed è stata sostituita dal vicegovernatore Fatih Karahan.

## Vita privata
È sposata con Batur Biçer, suo compagno di studi durante gli anni universitari a Istanbul. Dopo la laurea alla BÜ nel 2001, anche Biçer è recato negli Stati Uniti ottenendo un dottorato in ricerca operativa e ingegneria finanziaria presso la Princeton University. Ha poi lavorato come vicepresidente presso Barclays Capital, Goldman Sachs e Citigroup. Nel 2023 ricopre il ruolo di amministratore delegato presso Napier Park Global Capital.

## Premi e riconoscimenti
- Erkan è stata premiata nel 2001 dall'Università Boğaziçi come "Miglior studente degli ultimi dieci anni". Ha anche ricevuto la Gordon YS Wu Fellowship della Princeton University per gli studi universitari in ingegneria.[6]
- Ha ricevuto una borsa di studio dalla National Science Foundation per la sua tesi e numerosi premi Excellence in Teaching. Nel 2003 è stata selezionata come membro della Sigma Xi Honor Society.[21]
- Erkan ha guidato l'acquisizione di Gradifi da parte della banca First Republic, una società che facilita il pagamento da parte del datore di lavoro dei prestiti agli studenti come beneficio per i dipendenti. Nel 2018, è stata nominata negli elenchi 40 Under 40 del San Francisco Business Times e 40 Under 40 di Crain New York Business (38 anni)[22] ed è stata nominata nell'elenco delle donne notabili nel settore bancario e finanziario di Crain nel 2019.[23]
- Secondo San Francisco Business Times, nel 2018 era l'unica donna sotto i 40 anni a detenere un titolo di presidente o amministratore delegato presso le 100 maggiori banche americane. È stata anche nominata nell'elenco delle "donne da tenere d'occhio" di American Banker.[24]
- È la fondatrice dell'Hafize Gaye Erkan First Republic Fellowship Program, un'iniziativa che sostiene l'istruzione STEM, la leadership e i percorsi di carriera per giovani donne promettenti che necessitano di supporto per raggiungere i propri obiettivi.[25]